# University of South Florida Women's Volleyball
La University of South Florida Women's Volleyball è la squadra pallavolo femminile appartenente alla University of South Florida, con sede a Tampa (Florida): milita nella American Athletic Conference della NCAA Division I.

## Storia
La squadra di pallavolo femminile della University of South Florida viene fondata nel 1972. Inizialmente partecipa ai tornei della AIAW Division I, trasferendosi poi in NCAA Division I, dove, dopo un'annata da indipendente, va ad affiliarsi alla Sun Belt Conference nel 1983 e conquistando quattro titoli di conference. Dopo un quadriennio nella Metropolitan Collegiate Athletic Conference, si trasferisce nella Conference USA, vincendo altre tre titoli di conference. In seguito approda prima nella Big East Conference e poi nella American Athletic Conference.

## Record
| Piazzamento          |   | Edizione                                      |
| -------------------- | - | --------------------------------------------- |
| Tornei NCAA          | 7 | Secondo turno: 3 1996, 1997, 2002             |
| Tornei NCAA          | 7 | Primo turno: 4 1993, 1995, 1998, 2000         |
| Titoli di conference | 7 | Sun Belt Conference: 4 1986, 1987, 1988, 1989 |
| Titoli di conference | 7 | Conference USA: 3 1995, 1996, 2002            |

## Conference
- Sun Belt Conference: 1983-1990
- Metropolitan Collegiate Athletic Conference: 1991-1994
- Conference USA: 1995-2004
- Big East Conference: 2005-2012
- American Athletic Conference: 2013-

## All-America

### Third Team
- Michelle Collier (2002)

## Allenatori
- Janie Cheatham: 1972-1975
- Cyndi Miranda: 1976
- Kathy Patrick: 1977
- Rich Romine: 1978
- Mary Beth Hood: 1979
- Hildred Deese: 1979-1983
- Debbie Richardson: 1984-1990
- Perri Hankins: 1991-1998
- Nancy Mueller: 1999-2003
- Claire Lessinger: 2004-2011
- Courtney Draper: 2012-2019
- Jolene Shepardson: 2020-